# Albert (Ducktales)
Albert, [engelska]: "Duckworth the Butler"  är Farbror Joakims butler i serierna om DuckTales. Han debuterade i första avsnittet av den tecknade TV-serien som sändes i september 1987. Seriedebuten skedde året efter i serien "Armstrong" (Kod D87040), publicerad i Duck Tales Magazine 1. I Sverige är den publicerad i Kalle Ankas Disneytajm 2.
Trots likheter i namn och profession är denne Albert inte identisk med den Albert som är Farbror Joakims butler i de italienska disneyserierna. Butlern Albert ska heller inte förväxlas med pojken Albert i serierna om hunden Ludde. 
I rebooten av Duck Tales har Albert dött något år före seriens början, men förekommer i ett avsnitt som spöke.